# Али Макојст
Алистер Мердок Али Макојст (енгл. Alistair Murdoch Ally McCoist; 24. септембар 1962) бивши је шкотски фудбалер.

## Биографија
Играо у млађим категоријама клуба „Фир Парк Бојс”. Дебитовао је у сениорској конкуренцији 1979. играјући за Сент Џонстон, где је провео две сезоне, играјући на 57 првенствених утакмица. Током периода 1981-1983. бранио је боје тима Сандерланда.
Својом играма привукао је пажњу представника стручног штаба Глазгов Ренџерса, у који је дошао 1983. године. Наредних петнаестак сезона играчке каријере играо је за тим из Глазгова. Већину времена проведеног у Ренџерсима био је стандардни првотимац. Као део Ренџерса, био је један од водећих стрелаца тима, постизавши у просеку 0,6 голова по утакмици у првенству.
Професионалну играчку каријеру завршио је у клубу Килмарнок, за који је играо током периода 1998-2001.
Године 1986. дебитовао је у званичним утакмицама за репрезентацију Шкотске. Током каријере у националном тиму, одиграо је 61 меч и постигао 19 голова.
У саставу репрезентације учествовао је на Светском првенству 1990. у Италији, Европском првенству 1992. у Шведској и Европском првенству 1996. у Енглеској.
Тренерску каријеру започео је недуго по завршетку играчке каријере, 2004. године, придруживши се стручном штабу шкотске репрезентације.
Касније се придружио тренерском штабу клуба Глазгов Ренџерса. Од 1. јуна 2011. на челу је стручног штаба Глазгов Ренџерса. Тим је водио до 2014. године.

## Успеси

### Играч
Глазгов Ренџерс
- Шкотско првенство (10): 1986/87, 1988/89, 1989/90, 1990/91, 1991/92, 1992/93, 1993/94, 1994/95, 1995/96, 1996/97.
- Куп Шкотске: 1991/92.[2][3]
- Лига куп Шкотске (9): 1983/84, 1984/85, 1986/87,[4] 1987/88,[5] 1988/89,[6] 1990/91,[7] 1992/93,[8] 1993/94,[9] 1996/97.[10]

Индивидуални
- Златна копачка: (2): 1991/92, 1992/93.
- Најбољи стрелац Купа европских шампиона: 1987/88.